# Kerivoula argentata
Kerivoula argentata је врста слепог миша из породице вечерњака (лат. Vespertilionidae).

## Распрострањење
Ареал врсте покрива средњи број држава у Африци. Врста је присутна у Замбији, ДР Конгу, Мозамбику, Зимбабвеу, Јужноафричкој Републици, Кенији, Малавију, Намибији и Танзанији. Присуство у Анголи је непотврђено.

## Станиште
Станишта врсте су влажне саване.

## Начин живота
Врста Kerivoula argentata прави гнезда.

## Угроженост
Ова врста није угрожена, и наведена је као последња брига јер има широко распрострањење.